# Complete Discography
Complete Discography – album zespołu Minor Threat wydany w 1989 roku przez firmę Dischord Records zawierający wszystkie oficjalne nagrania zespołu (płyty, EPki).

## Lista utworów
1. Filler
2. I Don't Wanna Hear It
3. Seeing Red
4. Straight Edge
5. Small Man, Big Mouth
6. Screaming At A Wall
7. Bottled Violence
8. Minor Threat
9. Stand Up
10. 12XU (cover Wire z albumu Pink Flag)
11. In My Eyes
12. Out Of Step (With The World)
13. Guilty Of Being White
14. Steppin' Stone
15. Betray
16. It Follows
17. Think Again
18. Look Back And Laugh
19. Sob Story
20. No Reason
21. Little Friend
22. Out Of Step
23. Cashing In
24. Stumped
25. Good Guys (Don't Wear White)
26. Salad Days

## Skład
- Ian MacKaye - wokal
- Lyle Preslar - gitara
- Brian Baker - gitara
- Steve Hansgen - bas
- Jeff Nelson - perkusja